# Storsandskär

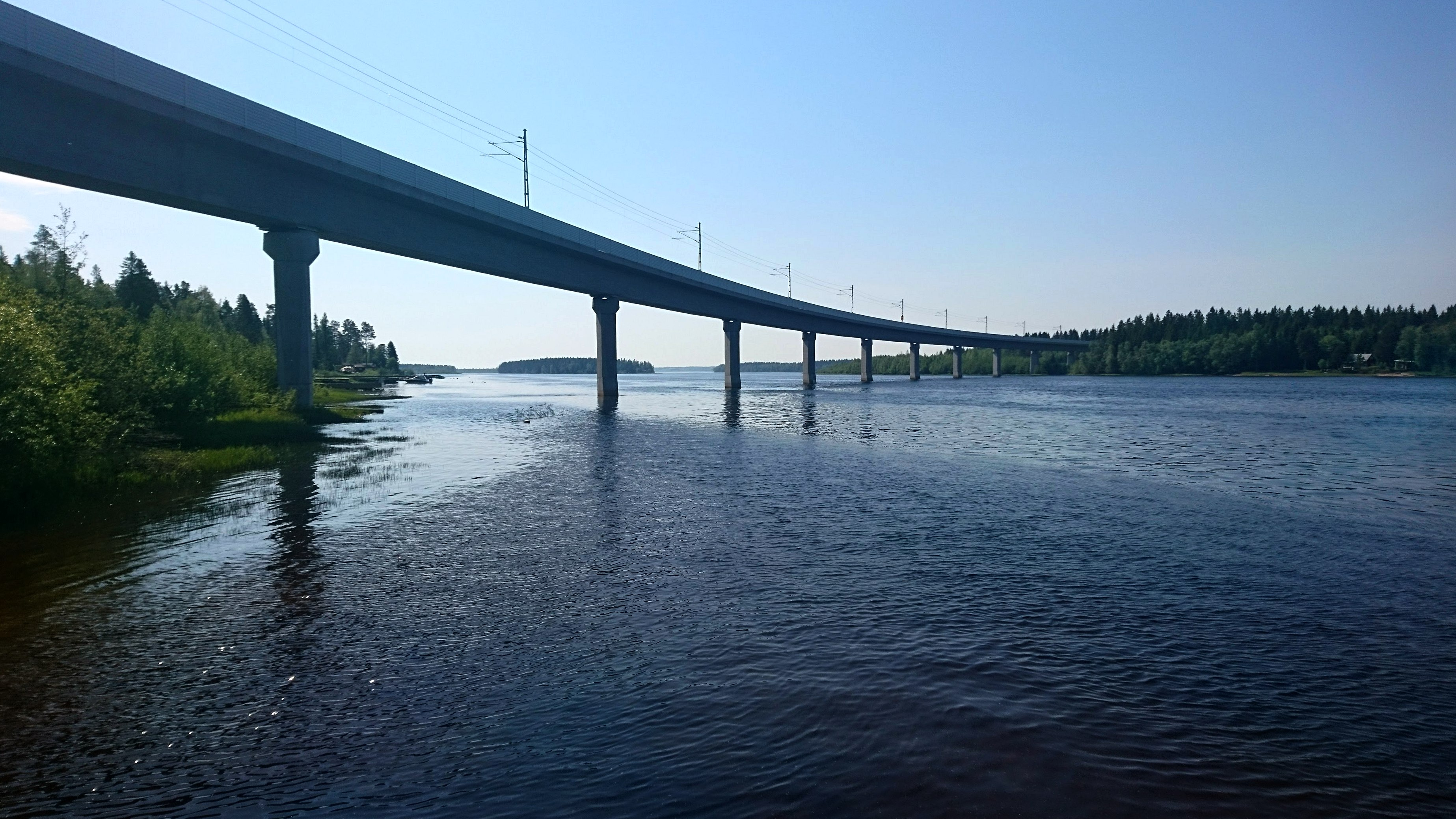
Umeälvsbron över Umeälven och Storsandskär.

Storsandskär är en cirka 2 kilometer lång ö i Umeälven, belägen i Umeå kommun, drygt 5 kilometer sydöst om centrala Umeå, och drygt 5 kilometer norr om Holmsund. På fastlandet till väst ligger Degernäs. Ön har ett 20-tal bostadshus, både sommarstugor och permanentbostäder. Det finns ingen bro som kan användas av trafik till och från ön. Boende får använda egen båt på sommarhalvåret, eller, under den kallaste delen av vintern, promenera, åka skidor eller köra snöskoter över isen. 
Södra delen av Storsandskär korsas av Botniabanans längsta bro, Umeälvsbron. Under några år kring förra sekelskiftet fanns en järnvägsbro till Storsandskär, eftersom det fanns planer på att bygga en större hamnanläggning på ön.
Den 14 juli 2019, störtade ett mindre flygplan med en grupp fallskärmshoppare på ön, med följden att nio personer omkom.